# 贝尔纳多·伯尼兹
贝纳尔多·希尔瓦诺·伯尼兹·拿翁（1964年7月6日—2012年8月30日，西班牙语：Bernardo Silvano Bonezzi Nahón）是出生在西班牙马德里的电影配乐作曲家。他曾凭歌曲《不要诱惑我》获得电影作曲人奖。他也曾三次提名戈雅奖，并凭借《我们死后没有人会谈论我们》获得了该奖。

## 电影作品
- 女为悦己者狂
- 不要诱惑我
- 欲望规则
- 嗨，你孤单吗？
- 爱情无益健康